# Cache-cœur
Il cache-coeur (anche chiamato in lingua italiana scaldacuore) è un tipo di maglione femminile. 
Il cache-coeur consiste in una specie di giacca, i cui due lembi si incrociano sul davanti, formando una scollatura a "V", e vengono chiuse sul retro da un cordoncino. È generalmente realizzato con maniche lunghe ed in materiali che proteggono dal freddo, come la lana. Fa parte di un tipo di abbigliamento casual-elegante.
Realizzato sul modello di un tipico capo per bambini, appare per la prima volta negli anni venti.